# Aichryson tortuosum
Espèce
Synonymes
- Aeonium tortuosum (Aiton) A.Berger[1]
- Macrobia tortuosa (Aiton) G.Kunkel[1]
- Sempervivum tortuosum Aiton[1]

Aichryson tortuosum est une espèce de plantes grasses de la famille des Crassulaceae et du genre Aichryson. Elle est endémique de Fuerteventura et de Lanzarote, deux îles Canaries.

## Liste des variétés
Selon Catalogue of Life (14 juillet 2016) :
- variété Aichryson tortuosum var. bethencourtianum (Bolle) Bañares & S.Scholz